# Tatort: Pleitegeier
Pleitegeier ist ein Fernsehfilm aus der Kriminalreihe Tatort von ARD und ORF. Der Film wurde vom NDR produziert und am 7. August 1988 erstmals ausgestrahlt. Es handelt sich um die Tatort-Folge 208. Für die Kriminalhauptkommissare Paul Stoever (Manfred Krug) und Peter Brockmöller (Charles Brauer) ist es der neunte bzw. sechste Fall, in dem sie ermitteln.

## Handlung
Der Elektromeister Roland Krause steht kurz vor der Pleite. Er hat einen Auftrag über 93.000 D-Mark ausgeführt, jedoch nicht einen Pfennig von der Summe gesehen. Das Geld schuldet ihm der Discotheken-Betreiber Manfred Kaiser, zu dessen Geschäftsprinzipien es gehört, Lieferanten gar nicht oder nur zum Teil zu bezahlen. Als Krause zusammen mit seiner Frau Kaisers Villa in Hamburg-Rissen aufsucht, wird er von Kaisers Anwalt Dr. Berger abgewimmelt. In seiner Verzweiflung wählt Krause den Freitod und arrangiert ihn so, dass er nach Mord aussieht, damit seine Frau die Lebensversicherung ausgezahlt bekommt. Er macht dabei jedoch gleich mehrere Fehler, die dem erfahrenen Kriminalbeamten Brockmöller sofort auffallen.  
Für Harry, den jähzornigen Sohn des alten Krause, gibt es nur einen Schuldigen, den Konkurs-Betrüger Manfred Kaiser. Unangefochten lebt Kaiser weiterhin in aufreizendem Luxus, beschützt von einem Leibwächter und einem Rechtsanwalt, liebevoll umsorgt von einer gefügigen Frau. Krause junior sucht Kaiser in seiner Villa auf; er will die Schulden eintreiben, wird aber gleichfalls von dessen Rechtsanwalt abgewimmelt. Dabei trifft er auf den Spirituosenhändler Anton Marek, der auch Geld für eine größere Lieferung haben will.
Kaiser will sich nach Südamerika absetzen, da er mittlerweile genug Geld auf ausländischen Konten hat, auf die jedoch – ebenso wie auf die Villa – offiziell nur seine Lebensgefährtin Maria Moll zugreifen kann. Sein Anwalt rät ihm allerdings dazu, zuvor noch den beiden drängendsten Gläubigern, Krause junior und Marek, einen Teil der Schulden zu bezahlen, um so bis zur endgültigen Flucht Zeit zu gewinnen. Kaiser lädt Krause junior und Marek für den späten Abend in seine Villa ein. Krause junior wird dort von Kaisers Leibwächter niedergeschlagen und neben die Leiche von Kaiser gelegt, der zuvor bereits vom Leibwächter erschlagen worden ist. Hinter dem perfiden Plan stecken Maria Moll und Anwalt Berger, die den herrischen und mürrischen Kaiser abservieren und an sein Vermögen gelangen wollen.
Krause junior gelingt es nach mehreren Gesprächen, die Kommissare Stoever und Brockmöller an seiner Schuld zweifeln zu lassen. Sie nehmen stattdessen das Trio in der Villa in Rissen ins Visier und konzentrieren sich dabei vor allem auf den Leibwächter als den intellektuell schwächsten der drei. Nachdem der Masseur und Leibwächter (in Personalunion) offenbar ein Geständnis abgelegt hat, fahren Stoever und Brockmöller mit ihm zum Moll'schen Anwesen zurück, wo Maria Moll und Dr. Berger sehr intim sind. Sie planen bereits die Übersiedlung nach Südamerika, den Leibwächter wollten sie als Bauernopfer der Polizei überlassen. Der Rechtsanwalt erkennt die veränderte Situation und dient sich den Kommissaren mit der Aussage an, dass er soeben von dem Mordkomplott erfahren habe, hinter dem Maria Moll stecke. Wütend ersticht ihn Maria Moll mit einem Eispickel.

## Produktionsnotizen
In der Folge gab es zwei Premieren: Erstmals (und zum letzten Mal) in einem „Tatort“ zu sehen war die populäre Hamburger Schauspielerin Heidi Kabel in der Rolle als treusorgende Ehefrau eines gutgläubigen Handwerkers und als ebenso gutgläubige Mutter ihres einzigen Sohnes. Ebenfalls erstmals als Schauspieler in einer Tatort-Folge zu sehen war Jürgen Roland in der Rolle des zwielichtigen Spirituosenhändlers Marek. Roland hatte zuvor bereits an mehreren Tatort-Folgen als Regisseur mitgewirkt.
Das Titellied "This was the last time" wurde interpretiert von der deutschen Rock-, Pop- und Schlagersängerin Ute Freudenberg, die es zu dieser Zeit unter dem Künstlernamen Heather Jones veröffentlichte.